# NGC 241

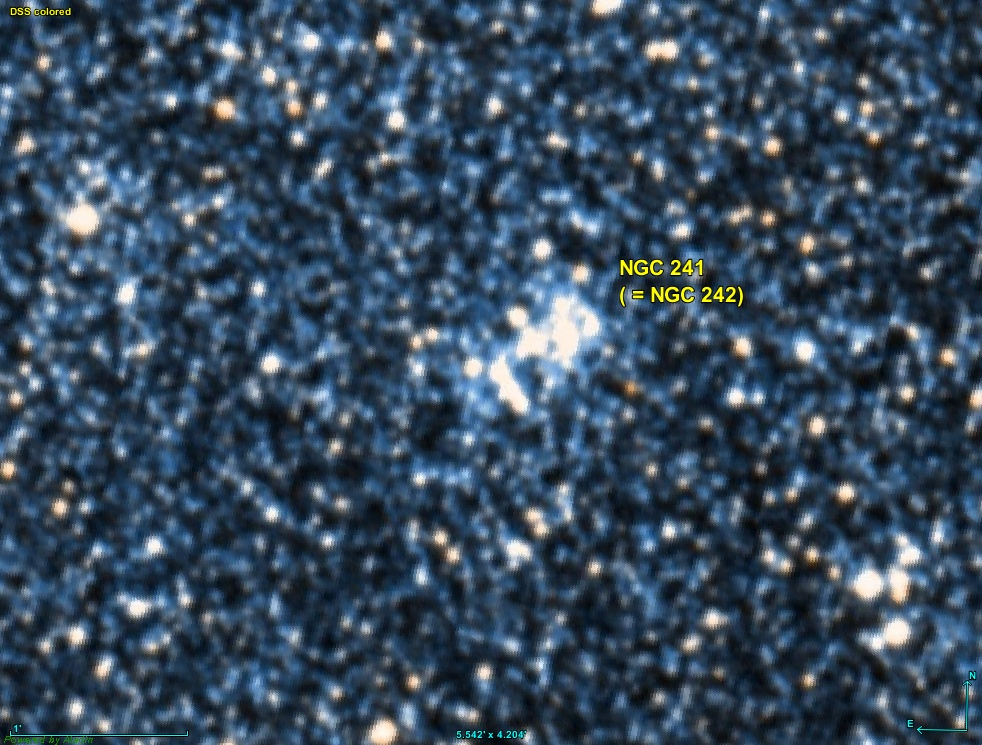

NGC 241(NGC 241)은 큰부리새자리에 위치하며, 소마젤란 은하에 속한 산개 성단이다. 1834년 4월 11일, 존 허셜에 의해 발견되었다.